# Lystige Viser
Lystige Viser er en samling af sange og viser udgivet af Politikens Forlag. En samling som gennem sidste halvdel af 1900-tallet opnåede stor udbredelse blandt børn og voksne i den danske befolkning, med samlede oplagstal på adskillige hundrede tusinde. Første udgave var på 6 bind, som udkom i årene 1952-196x. Anden moderniserede og udvidede udgave var på 12 bind, som udkom i årene 1976-1990, og tredje moderniserede udgave udkom i 6 bind i årene 1997-99.
Formålet var at "...optage populære viser og folkelige sange, som ikke findes let tilgængelige i de mest udbredte vise- og sangbøger, og som ofte savnes enten for melodiens eller for tekstens skyld." En stor del af arbejdet bestod i at indhente rettigheder fra musikforlag til publikation, noget som var "...mere indviklet, tidskrævende og bekosteligt, end læsere i almindelighed forestiller sig, og kræver hjælp, støtte og imødekommenhed fra urimelig mange sider i både ind- og udland. For hvert enkelt binds vedkommende skal der afsluttes ca. 300 kontrakter, før alle formalia er i orden. Opgaven har bind for bind været vanskelig at løse, idet det ofte har været et trættende detektivarbejde at opspore, hvem der har komponeret en bestemt vise, hvem der har skrevet teksten, samt hvem der kontrollerer rettighederne i dag til henholdsvis noder og tekst. Bag hver eneste samling af de glade og smilende sange ligger der derfor måneders blod, sved og tårer hos den utrættelige redaktion."
Første udgave bestod som sagt af 6 bind, som var redigeret af Bo Bramsen og Else Larsen, med hjælp fra et rådgivende redaktionsudvalg bestående af forfatteren Mogens Dam, læge Jens Chr. Hostrup og landsretssagfører Eigil Jensen:
- Bind I. 250 lystige viser og enkelte sørgelige sange. Politikens Håndbøger nr 28, 1952 (i 1963 trykt i 100.000 eksemplarer)
- Bind II. 250 lystige viser og enkelte sørgelige sange. Politikens Håndbøger nr 29, 1953 (i 1963 trykt i 75.000 eksemplarer)
- Bind III. 225 lystige viser og berømte evergreens. Politikens Håndbøger nr 96, 1955 (i 1963 trykt i 50.000 eksemplarer)
- Bind IV. Nye og gamle lystige viser. Politikens Håndbøger nr 280, 1963 (1. oplag var på 25.000 eksemplarer)[6]
- Bind V.
- Bind VI.

Desuden udkom i 1954 samlingen Danske sange (Politikens Håndbøger nr 85) og i årene 1956-82 Lystige viser for børn i 4 bind.
Første udgave bragte tekst og melodi til viserne, mens anden og tredje udgave, fra 1976 og frem, også bragte becifringer.